# Yan Yuexian
Yan Yuexian (严月娴), también conocida como Yang Yoo-yea, fue una actriz china del cine mudo de Shanghái de mediados de los años veinte y principios de los treinta, hija del compositor y actor  Yan Gongshang 严工上 (1872~1953). Su padre, además de escribir y componer, rodó 103 películas. Bajo la influencia de su padre, descubrió que le gustaba la música y la pintura. Hizo su primera película en 1926 como "actriz infantil" de unos 15 años, tras haberse unido a la asociación de actores en 1925.
A lo largo de su carrera, Yan Yuexian participó en casi 50 películas. Sin embargo, su último gran papel fue en la película de 1941 Spring Breeze Back to Dreams. Un artículo sobre su carrera, Yan Yuezhen: For the sake of the unrequited marriage of the Republic of China daba a entender que un problema de consumo de drogas acabó con su carrera, ya que el público se apartó de ella. Sin embargo, más adelante en su vida, sus admiradores la ayudaron.  En 1982, cuando tenía 71 años, su situación era difícil; vivía sola en Shanghái sin ingresos y dependía de la ayuda de sus hermanas desde el extranjero. Un admirador de su última película, 49 años antes, la ayudó a conseguir un buen trabajo como bibliotecaria en el Shanghai Literature and History Research Institute.

## Filmografía
Yan Yuexian participó en casi 50 películas. A continuación se presenta una selección de ejemplos de su carrera:

### Shenzhou Film Company 神州影片公司
- 1926 Difficult for my Sister 难为了妹妹
- 1926 Good Son 好儿子
- 1926 Shanghai Night 上海之夜

### Great Wall Film Company 长城画片公司
- 1928 Fishing fork 渔叉怪侠

### Fudan Film Company 复旦影片公司
- 1928 Tongtian River 通天河

### Star film company 明星影片公司
- 1932 Laughter Marriage啼笑因缘 (six episodes)
- 1932 Loving Mother 慈母
- 1933 Spring Silkworm 春蚕
- 1933 Oppression 压迫
- 1933 Man Jianghong 满江红
- 1934 Three sisters 三姊妹
- 1934  Road Willow Wall Flower 路柳墙花
- 1936 Spring Flower 春之花
- 1937 Xiangxiang Night Rain 潇湘夜雨[2]

### Guohua Film Company 国华影片公司
- 1939 Night Pearl 夜明珠[2]

### Huacheng Film Company 华成影片公司
- 1940 Pearl Tower 珍珠塔[2]
- 1941 Spring Breeze Back to Dreams 春风回梦记 (her last performance)[2]

### China Union Film Company, Ltd. 中华电影联合股份有限公司
- 1944 Come Back 归去来兮